# نيل كينوك
نيل كينوك (بالإنجليزية: Neil Kinnock) (28 مارس 1942 في ويلز) كان نائب رئيس اللجنة الأوروبية، ومنذ 2004 يعمل رئيساً للمجلس الثقافي البريطاني
زعيم حزب العمال السابق، بعد ذلك مفوض المملكة المتحدة في اللجنة الأوروبية في الفترة من 1995 حتى 2004، وفي 2004 أصبح اللورد نيل كينوك رئيسا للمجلس الثقافي البريطاني وهو أيضا رئيس جامعة كارديف.

## زعامةحزب العمال
(2/10/1983 - 18/7/1992)
تولى نيل كينوك زعامة حزب العمال بعد انتهاء ولاية مايكل فوت، وقد واجه تحديات قوية أثناء قيامه بضخ دماء جديدة في الحزب 
في الوقت الذي بدأ فيه حزب العمال يتحرك خطوة بعد أخرى نحو الحكم، فان كينوك لم يتمكن من قيادته لتحقيق الفوز الحاسم فرغم نجاحه في إجراء بعض التغييرات لكن لم تكن كافية ولم يكن بمقدوره الذهاب إلى أبعد مما ذهب في غضون ثمان سنوات من زعامته للحزب، لذا فشل في انتخابين متتاليين آخرين إثناء زعامته للحزب، مما اضطر هو الآخر إلى الاستقالة.
تميَّز نيل كنوك بالشجاعة والكفاءة والحيوية والحكمة وفن الخطابة والتواصل المؤثر مع الجماهير ورغبته في تغيير الحزب وتحويل اتجاهه، من حزب مرفوض من قبل غالبية الناخبين إلى حزب قابل لنيل ثقتهم. إلا إن مشاكل الحزب كانت كثيرة وعميقة ومزمنة لا يمكن معالجتها في فترة قصيرة وذلك نظراً لثقل اليسار المعارض للإصلاح داخل الحزب.
1992 خلفه في رئاسة الحزب جون سميث، وهو من أعضاء البرلمان الذين كانت لهم مكانتهم وكان ينظر إليه على نطاق واسع بأنه رئيس الوزراء المنتظر. وكانت وفاته المفاجئة بنوبة قلبية عام أربعة وتسعين لطمة قاسية للحزب.

## بين 1995 و2004
مفوض المملكة المتحدة في اللجنة الأوروبية ومنذ 1997، برهن كينوك أنه مفوّض أوروبي أمين لجدول الأعمال الأوروبي لتوني بلير..

## حياته الشخصية
متزوج من غلينز كينوك، وتعمل عضوا في البرلمان الأوروبي (برنامج الامتياز الإداري) لويلز في الفترة من عام 1999 إلى الآن، وبرنامج الامتياز الإداري لجنوب شرق ويلز من 1994 إلى 1999.
التقى الاثنان أثناء الدراسة في كلية في جامعة كارديف وتزوجا في 25 آذار / مارس 1967. يعيشون معا في بيتيرستون، وهي قرية تقع بالقرب من الضواحي الغربية كارديف. لديهما طفلان، ستيفن وراشيل.

## روابط خارجية
- نيل كينوك على موقع IMDb (الإنجليزية)
- نيل كينوك على موقع الموسوعة البريطانية (الإنجليزية)
- نيل كينوك على موقع مونزينجر (الألمانية)
- نيل كينوك على موقع ميوزك برينز (الإنجليزية)
- نيل كينوك على موقع إن إن دي بي (الإنجليزية)
- نيل كينوك على موقع قاعدة بيانات الفيلم (الإنجليزية)